# Глоксин, Беньямин Петер
Беньямин Петер Глоксин (нем. Benjamin Peter Gloxin, 1765 — 1794) — немецкий или эльзасский ботаник и врач.

## Биография
Беньямин Петер Глоксин родился в 1765 году.
Глоксин жил в Кольмаре. Он был специалистом по растениям из семейства Martyniaceae.
Беньямин Петер Глоксин умер в 1794 году. Возможно также, что он умер в 1795 году.

## Научная деятельность
Беньямин Петер Глоксин специализировался на семенных растениях.

## Научные работы
- Observationes Botanicae 1785, Argentorati, Strasbourg.

## Почести
Роды растений Глоксиния и Глоксинелла семейства Геснериевые были названы в его честь.